# Ventenac-Cabardès

Ventenac-Cabardès este o comună în departamentul Aude din sudul Franței. În 1 ianuarie 2022 avea o populație de 959 de locuitori.